# غياماريو بيسكيتيلا
غياماريو بيسكيتيلا (بالإيطالية: Giammario Piscitella) (24 مارس 1993 بنوتشيرا إنفريوري في إيطاليا - ) هو لاعب كرة قدم إيطالي في مركز الهجوم. شارك مع منتخب إيطاليا تحت 18 سنة لكرة القدم ومنتخب إيطاليا تحت 19 سنة لكرة القدم ومنتخب إيطاليا تحت 20 سنة لكرة القدم ومنتخب إيطاليا تحت 21 سنة لكرة القدم. أما مع النوادي، فقد لعب مع نادي بيستويسي ونادي بيسكارا ونادي جنوى ونادي روما ونادي سيتاديلا ونادي مودينا وBassano Virtus 55 ST ‏.

## روابط خارجية
- غياماريو بيسكيتيلا على موقع قاعدة بيانات كرة القدم.إي يو (الإنجليزية)
- غياماريو بيسكيتيلا على موقع Soccerway.com (الإنجليزية)
- غياماريو بيسكيتيلا على موقع عالم كرة القدم.نت (الإنجليزية)
- غياماريو بيسكيتيلا على موقع AS.com (الإسبانية)